# كارل سيسيليو دا سيلفا
كارل سيسيليو دا سيلفا (24 مايو 1989 في ساو باولو في البرازيل – )؛ هو لاعب كرة قدم كان يلعب كلاعب وسط.

## وصلات خارجية
- كارل سيسيليو دا سيلفا على موقع رابطة كرة القدم اليابانية للمحترفين (اليابانية)
- كارل سيسيليو دا سيلفا على موقع قاعدة بيانات كرة القدم.إي يو (الإنجليزية)
- كارل سيسيليو دا سيلفا على موقع Soccerway.com (الإنجليزية)
- كارل سيسيليو دا سيلفا على موقع عالم كرة القدم.نت (الإنجليزية)
- كارل سيسيليو دا سيلفا على موقع AS.com (الإسبانية)